# Trégua de Ulm
A Trégua de Ulm (em alemão: Waffenstillstand von Ulm) (também conhecida como Tratado de Ulm) foi assinada em Ulm em 14 de março de 1647 entre a França, o Império Sueco e a Baviera. Esta trégua foi firmada após a França e a Suécia invadirem a Baviera durante a Guerra dos Trinta Anos. Ambas as nações invasoras forçaram Maximiliano I, Eleitor da Baviera a concluir a trégua e renunciar à sua aliança com o imperador Fernando III. No entanto, Maximiliano quebrou a trégua em 14 de setembro e retornou à sua aliança com Ferdinando.  